# Trio of Doom
El Trío de Doom fue un efímero grupo del género fusión de jazz, formado por John McLaughlin en guitarra, Jaco Pastorius en bajo, y Tony Williams en batería Fueron convocados por el sello discográfico Columbia en 1979 para tocar en el Festival Havana en Cuba, al lado Billy Joel, Kris Kristofferson, Rita Coolidge, entre otros.
Su única presentación en vivo fue el 3 de marzo de 1979.
El 8 de marzo de 1979, el grupo se reencontró en Nueva York para grabar las canciones que habían tocado en vivo, pero una disputa entre Pastorius y Williams aquello acabó el trío.
El álbum fue lanzado en junio de 2007, conteniendo cinco pistas en vivo del Havana Jam y cinco grabadas en estudio.

### Lista de temas
1. "Improvisación de batería" (Tony Williams) – 2:46
2. "Dark Prince" (John MíLaughlin) – 6:36
3. "Continuum" (Jaco Pastorius) – 5:11
4. "Para Oriente" (Tony Williams) – 5:42
5. "Are You the One? Are You the One" (John McLaughlin) – 4:51
6. "Dark Prince" (John McLaughlin) – 4:11
7. "Continuum" (Jaco Pastorius) – 3:49
8. "Para Oriente" (toma alternativa) (Tony Williams) – 1:05
9. "Para Oriente" (toma alternativa dos) (Tony Williams) – 0:20
10. "Para Oriente" (Tony Williams) – 5:28